# Homoneura acrotoma
Homoneura acrotoma är en tvåvingeart som beskrevs av Saskawa 1991. Homoneura acrotoma ingår i släktet Homoneura och familjen lövflugor. Inga underarter finns listade i Catalogue of Life.